# Arvid Hansen
Arvid Gilbert Hansen, född 5 maj 1894 i Kristiansand, död 24 januari 1966 i Oslo, var en norsk tidningsredaktör och politiker för norska Arbeiderpartiet och Norges Kommunistiska Parti.

## Biografi
Arvid Hansen föddes i Kristiansand som son till en plåtslagare. Han växte upp i Bergen och flyttade sedan till Stavanger där han 1913 tog examen artium. Han påbörjade sedan studier i filologi vi Det Kgl. Frederiks Universitet men hoppade av studierna. 1910 hade han  anslutit sig till Arbeidernes ungdomsfylking och blev dess sekreterare 1915 och redaktör av tidskriften Klassekampen 1916. Under åren 1917 till 1919 var han redaktör för Arbeiderpartiets dagstidning  Akershus Social-Demokrat, och mellan 1921 och 1923 ledde han partiets ideologiska magasin Det 20de Århundre. Från 1921 till 1928 var han gift med Mirjiam Rathus, som senare kom att gifta sig med Henry Wilhelm Kristiansen. 1923 återvände han till Klassekampen för att stärka ungdomsförbundets vänsterfalang.
Han engagerade sig även i socialistisk utbildning. Han skrev flera böcker och pamfletter under denna period. Haandbog i lags- og studiearbeidet (tillsammans med Reinert Torgeirson, 1916) var den första handboken i sitt slag. Skolen, kirken og dogmerne (1915) och Kampen for religionsfrihet (1918) kritiserade kyrkans roll i samhället. 1923 skrev han även den propagandistiska historieboken Den røde ungdom i kamp og seier. Norges kommunistiske ungdomsforbund gjennem 20 aar tillsammans med Eugène Olaussen och Aksel Zachariassen.
1923 bröt kommunisterna med Arbeiderpartiet och grundade Norges Kommunistiska Parti där Hansen blev en ledargestalt. Han var först redaktör för tidskriften Proletaren, sedan dagstidningen Norges Kommunistblad innan den lades ned och därefter Arbeideren mellan 1929 och 1931. Mellan åren  1931 och 1935 verkade han i Moskva där han undervisade vid den skandinaviska avdelningen vid Kommunistiska universitetet för västerns minoriteter. 1936 återvände han till Norge för ett redaktörskap vid Arbeidet. Från 1937 blev arbetet allt svårare då det norska kommunistpartiet ekonomiskt prioriterade tidskriften Arbeideren. Johanna Bugge Olsen tog över redaktörskapet 1938.
Under den nazityska ockupationen av Norge åren 1940 till 1945 levde Hansen i exil i Sverige. 1949 uteslöts han från kommunistpartiet då han sympatiserat med den före detta partiledaren Peder Furubotn som fallit i onåd.
Hansen fortsatte att ge ut böcker. 1949 var han redaktör för boken Boligreising i Norge og andre land och 1953 skrev han Boligkooperasjon i Norden, som båda avhandlade bostadspolitik. 1960 gav han ut  Arbeideren i norsk diktning fra Wergeland til i dag, om norsk arbetarpoesi. Hansen var gift fem gånger. Han dog i januari 1966 i Oslo.